# Hoyvík
Hoyvík (duń. Højvig, IPA: ˈhɔivʊɪk) – trzecie co do wielkości miasto Wysp Owczych, położone na wyspie Streymoy, w regionie o tej samej nazwie i gminie Tórshavnar kommuna. Zamieszkuje je 3321 osób, a liczba ta stale rośnie. Nazwa tej osady z farerskiego oznacza Zatoka Siana.

## Geografia

### Położenie
Osada Hoyvík jest położona w centralnej części archipelagu Wysp Owczych, w południowo-wschodniej części wyspy Streymoy. Od wschodniej strony w osada przylega do wód cieśniny-fiordu Nólsoyarfjørður, miejscowość ta nie ma jednak rozbudowanego portu, a jedynie niewielką przystań. Jej główna część jest oddalona od wybrzeża w kierunku zachodnim, w dolinie Villingadalur oraz częściowo na zboczach wzniesienia Gellingarklettur (344 m n.p.m.), które znajduje się na północny zachód od osady. Drugie wzniesienie znajduje się na zachód od osady i zwie się Húsareyn (345 m n.p.m.).
Na północ od tejże miejscowości leży Hvítanes, niewielka miejscowość, zamieszkiwana przez 95 osób, posiadająca niewielką przystań. Od drugiej zaś strony, czyli od południa, miejscowość styka się z Tórshavn, stolicą Wysp Owczych i największym miastem w tym regionie. Dziś Hoyvík jest już tak blisko większego miasta, że powoli staje się jego dzielnicą, odgrodzoną jedynie niewielką rzeczką od Tórshavn.
Niedaleko od osady w kierunku wschodnim znajduje się wysepka Hoyvíkshólmur o powierzchni około 0,8 ha.

### Klimat
Klimat w Hoyvíku nie różni się zbytnio od klimatu na całym archipelagu. Jest to klimat umiarkowany w odmianie chłodnej, morskiej, charakteryzującej się dużymi opadami atmosferycznymi w ciągu roku, słabnącymi w najcieplejszym okresie. Amplitudy temperatur są stosunkowo niewielkie w skali roku, zimy są bowiem dość ciepłe, a lata chłodne. Temperatura jest jednak zwykle wyższa niż w innych miejscach na tej samej szerokości geograficznej, a to dzięki działaniu Prądu Norweskiego, w który przeradza płynący jeszcze z okolic Ameryki Golfsztrom. Zwykle pogoda w Hoyvíku jest nieco spokojniejsza niż w wielu innych miejscach na archipelagu, z uwagi na niewielki jej dostęp do otwartego morza.

## Informacje ogólne

### Populacja

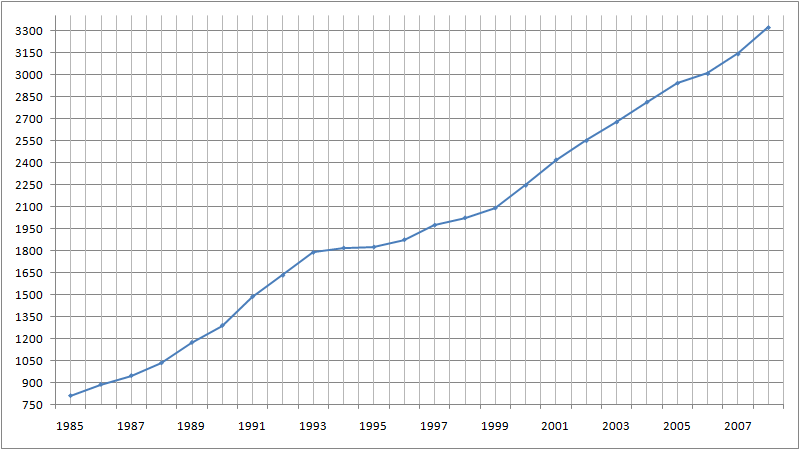
Demografia Hoyvík (1985-2008)

Znaczna większość mieszkańców tego miasteczka, to Farerowie, czyli rdzenni mieszkańcy Wysp Owczych. Społeczeństwo tej osady jest bardzo młode, co jest spowodowane stale funkcjonującym na archipelagu tradycyjnym modelem rodziny i dobrym systemem opieki socjalnej, oferowanym przez lokalne władze. Na 3321 osób zamieszkujących w osadzie, aż 1327 miało w roku 2008 mniej niż dwadzieścia lat, co stanowiło około 39,9% całej populacji. Stosunkowo wielu było także przedstawicieli grupy wiekowej, między czterdziestym a pięćdziesiątym rokiem życia – 600 osób (18%). Wskaźnik feminizacji wyniósł 96,1 kobiet na 100 mężczyzn. Ludność osady nie zmniejszyła się w połowie lat 90. XX wieku, kiedy Wyspy Owcze przeżyły kryzys gospodarczy i wielu mieszkańców emigrowało z archipelagu.

### Edukacja
Głównym ośrodkiem edukacyjnym w regionie, gdzie leży Hoyvík jest pobliska stolica, Tórshavn. To tam ulokowano wszelkie wyższe uczelnie i znaczną większość szkół obowiązkowych, jednak, także w Hoyvíku działa kilka placówek oświatowych. Działają tam dwie szkoły podstawowe; zbudowana w 1977 Hoyvíkar skúli (Szkoła w Hoyvík) oraz Skúlin við Løgmannabreyt (Szkoła na Løgmannabreyt). Do pierwszej z tych placówek uczęszcza ponad 450 uczniów i pracuje tam 31 nauczycieli. Istnieje tam także jedno liceum z możliwością nauki policealnej – Føroya studentaskúli og HF-skeið (Liceum ogólnokształcące na Wyspach Owczych i dwuletni kurs HF).

### Transport
Hoyvík nie posiada czynnego portu, do którego mogłyby cumować większe jednostki pływające, toteż nie ma żadnych połączeń promowych z tym miastem, nie jest to jednak niezbędne, albowiem w położonej niedaleko stolicy archipelagu, znajduje się przystań dla promów, które kursują nie tylko wewnątrz archipelagu, ale także przez ocean, w kierunku Hanstholm, Esbjerg, Lerwick na Szetlandach, Bergen oraz Seyðisfjörður.
Osada nie posiada także, powszechnego na Wyspach Owczych, lądowiska dla helikopterów. Jedynym środkiem transportu do tej miejscowości jest więc transport kołowy. Prócz samochodu osobowego, istnieje możliwość wykorzystania transportu publicznego, tj. czerwonego autobusu korporacji Bussleiðin, które kursują tylko w mieście Tórshavn i okolicach. Trzy, z czterech linii docierają do Hoyvíku – nr. 1 do południowo-zachodnich krańców, nr. 2 oraz nr. 4.

### Sport
Osada Hoyvík jest miejscowością, gdzie swoje mecze rozgrywa trzecioligowa drużyna FC Hoyvík, dawniej zwana Fram Tórshavn (Naprzód Tórshavn). Zespół ten został stworzony 12 stycznia 1975 roku, a jego jedynym sezonem w pierwszej lidze był sezon w roku 1977. Zmiana nazwy nastąpiła pod koniec roku 2008. Klub ten posiada także sekcję siatkarską. Prócz tego funkcjonuje tam także klub judo zwany Havnar Judofelag (HJF), a także klub triatlonowy Føroya Triathlon Felag (FTF).

## Historia

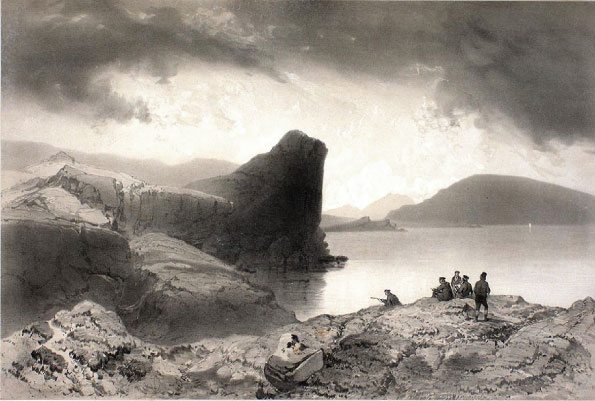
Rycina Hoyvík z roku 1839

Osada Hoyvík została założona prawdopodobnie w XVI wieku. Pierwsza wzmianka na jej temat pochodzi z dokumentu wydanego w 1584 – spisu miejscowości archipelagu, gdzie w miejscu nad zatoką miały stać dwa folwarki królewskie, czyli będące pod jurysdykcją króla Danii, wtedy Fryderyka II. W roku 1600 owe dwie farmy zdecydowano się połączyć w jedną i nadać im wspólną nazwę Hoyvík, od zatoki, nad którą leżały. W 1802 roku świeżo wybudowane gospodarstwo Hoyvíksgarður zostało podzielone na dwie części – jedną otrzymał pan Landvogt z pobliskiego Tórshavn, drugą zaś zarządzać miała nadal ta sama rodzina, która od roku 1600 prowadziła farmę.
Wiek XX przyniósł w osadzie zmiany. W 1920 gospodarstwo Landvogtów przekształcono w rolniczą stację próbną, którą w 1982 roku przeniesiono do Kollafjørður, zaś Hoyvíksgarður zostało przekształcone w skansen, będący częścią Føroya Fornminnissavn (Farerskiego Muzeum Historycznego).
W 1978 Hoyvík zostało włączone do gminy Tórshavn, co jest związane z trwającym od lat procesem łączenia gmin na Wyspach Owczych w coraz większe jednostki administracyjne. Od tamtej pory liczba mieszkańców miasta znacznie wzrosła, co było spowodowane przeludnieniem w pobliskiej stolicy – Tórshavn i łatwością przeprowadzki w ramach tej samej gminy. Powstały tam w związku z tym liczne szeregowce oraz domy jednorodzinne, których charakterystyczną cechą jest różnobarwność. Każda rodzina wybiera kolor swego domostwa według własnego gustu. Ponieważ liczba mieszkańców zarówno w stolicy, jak i w Hoyvíku stale rośnie, powstają ciągle nowe plany zagospodarowania gruntów pod budowę na terenie tego miasta. Plany te przewidują zajęcie 40% powierzchni pod domy jednorodzinne, tyle samo pod szeregowce i 20% pod domy mieszkalne o maksymalnej ilości pięciu pięter.
W czerwcu 2005 roku został wmurowany akt erekcyjny, rozpoczynający budowę nowego kościoła w Hoyvíku, mającego przyjąć nazwę Hoyvíkar Kirkja. Cała inwestycja mogła zostać zrealizowana dzięki królowej duńskiej, Małgorzacie II. 4 listopada 2007 roku, przy obecności 1000 mieszkańców został on otwarty przez proboszcza Hansa Jacoba Joensena. Jest to pierwszy kościół na Wyspach Owczych od usamodzielnienia się Farerskiego Kościoła Narodowego, 29 lipca 2007, podczas święta Ólavsøka.
Miasto to jest miejscem traktatu pomiędzy Islandią a Wyspami Owczymi, zwanym Porozumieniem z Hoyvíku (isl. Hoyvíkursamningurinn). Dokument ten, podpisany 31 sierpnia 2005 roku, wprowadza strefę wolnego handlu pomiędzy tymi dwoma krajami. Jest uważany za jedno z najobszerniejszych porozumień tego typu w historii. Głównym jego założeniem było porozumienie w sprawie rybołówstwa, z którego główne korzyści czerpie zarówno Islandia, jak i Wyspy Owcze. Prócz tego traktat ten jest gwarancją współpracy tych dwóch krajów na większości płaszczyzn, z których wyróżniono takie, jak sport, kultura, edukacja, opieka medyczna, energetyka, czy turystyka. Traktat został już ratyfikowany przez oba parlamenty – Løgting (2 maja 2006) i Alþing (3 czerwca 2006).
Planowane jest, by w przyszłości premier Wysp Owczych, zwany Løgmaður posiadał swój dom służbowy w Hoyvíku.

## Turystyka
Miasto Hoyvík jest ośrodkiem rozwijającym się, jeszcze niezbyt nastawionym na turystykę. Poza jednym muzeum brak tu zdecydowanych atrakcji. Turyści nie mają się też gdzie zatrzymać na terenie tej miejscowości, nie ma tam bowiem żadnego hotelu, można jedynie nająć nieliczne domki letniskowe.

### Ciekawe miejsca
- Føroya Fornminnissavn – Muzeum Historyczne Wysp Owczych jest położone na terenie Hoyvíku. Zbiory muzealne składają się między innymi z bardzo wczesnych znalezisk epoki wikińskiej. Pewna część wystawy poświęcona jest architekturze duchowego centrum Wysp, pierwszej ich, nieformalnej stolicy – Kirkjubøur. Prócz tego wiele uwagi poświęconej jest symbolice narodowej, duży nacisk położono na ewolucję Flagi Wysp Owczych – od wzoru z przedstawioną owcą, przez wzór z ostrygojadem, aż do dzisiejszego Merkið. Obejrzeć można także wiele modelów statków i łodzi pod farerskimi banderami, niejednokrotnie łudząco podobnych do wikińskich drakkarów. Dużo uwagi poświęcono też historii rybołówstwa.

- Skansen – jest drugą częścią muzeum historycznego, nieco od niego oddaloną. Można się tam dostać za okazaniem biletu z pierwszej części. Miejsce to znajduje się nad niewielkich rozmiarów zatoką Hoyvík. Większość zachowanych tam budynków pochodzi z XIX wieku, a najstarszym jest Hoyvíksgarður, powstały w 1802 roku. Można się tam zapoznać z tradycyjną architekturą i układem budynków w typowej, farerskiej osadzie z dawnych lat.

- Hoyvíkar Kirkja – czyli Kościół Hoyvíku jest jedynym kościołem w miejscowości. Jego budowa została zaproponowana podczas wizyty królowej Małgorzaty II na Wyspach Owczych, 20 czerwca 2005 roku, a finalizacja tego przedsięwzięcia nastąpiła 4 listopada 2007. Proboszczem, który dokonał uroczystego poświęcenia nowego obiektu sakralnego był Hans Jacob Joensen. Kościół jest świątynią ewangelicką. Jego pierwsze piętro zajmuje 764 m²[13], a na inwestycję przeznaczono 46 milionów duńskich koron[14].